# Procladius etatus
Procladius etatus är en tvåvingeart som beskrevs av Roback 1982. Procladius etatus ingår i släktet Procladius och familjen fjädermyggor. Inga underarter finns listade i Catalogue of Life.